# 布村泰浩
布村 泰浩（ぬのむら やすひろ）は、日本の電子情報工学者。大阪工業大学情報科学部情報知能学科准教授。博士（情報科学）（東北大学）。
専門は、計算機科学（LSI/ナノマイクロシステム工学・量子コンピュータ等）、ソフトウェア工学/ソフトウェア開発・プログラミング、コンパイラ設計/実装技術。

## 経歴
京都大学工学部電子工学科卒業。三菱電機システムLSI事業化推進センターおよびルネサスエレクトロニクスにて研究員として主にマイクロプロセッサシステム・基盤ソフトウェア開発に従事。2004年東北大学より博士（情報科学） 号を取得。2015年大阪工業大学情報科学部に着任。
主な所属学会は、電子情報通信学会、情報処理学会、IEEEなど。

## 主な研究
- マルチプロセッサシステムおよびその制御方法
- メモリ混載LSIの現状と将来
- DRAM内臓RISCプロセッサのアーキテクチャに関する研究
- C言語学習の導入を支援するビジュアルプログラミング環境の提案
- ソフトウェア開発ツールの研究
- 命令コード変換ユニットおよび命令コード変換方法